# 699
699 (DCXCIX) var ett normalår som började en onsdag i den julianska kalendern.

## Händelser
- Umayyaderna invaderar Armenien.[1][2]

## Födda
- Dagobert III, kung av Frankerriket 711–715
- Wang Wei, kinesisk poet (död 759)

## Avlidna
- 21 augusti – Yuge, prins av Japan.
- 28 augusti – Wang Jishan, kinesisk kansler.
- Lou Shide, kinesisk general och kansler.
- Niitabe, prinsessa av Japan.
- Ōe, prinsessa av Japan.
- Seaxburh av Ely, drottning och regent av Kent.

### Fotnoter
1. ↑  Venning, Timothy, red (2006). A Chronology of the Byzantine Empire. Palgrave Macmillan. sid. 188. ISBN 1-4039-1774-4
2. ↑  Treadgold, Warren T. (1997), A History of the Byzantine State and Society, Stanford, CA: Stanford University Press, s. 339, ISBN 0-8047-2630-2, http://books.google.com/books?id=nYbnr5XVbzUC